# Oguédoumé
Oguédoumé est une localité située  à 45 km au nord-est de la capitale économique de la Côte d'Ivoire, Abidjan. Elle appartient à la région de La Mé et administrativement rattachée au département d'Alépé,,,. 